# Багіров Володимир Костянтинович
Володимир Костянтинович Багіров (16 серпня 1936, Баку — 21 липня 2000 Фінляндія) — радянський шахіст-гросмейстер.

## Життєпис
Володимир Багіров народився в багатонаціональному тоді місті Баку. Мати — українка, батько — вірменин.
З 1963 року міжнародний майстер. З 1978 гросмейстер.
Виграв турніри в Тбілісі (1971, 1-2-е місце разом з Едуардом Гуфельдом), Cascais 1986 і ін.
Автор відомої монографії «Захист Алехіна».